# Astronotus ocellatus
Astronotus ocellatus (Cuv.)  é uma espécie da família dos Cichlidae conhecida sob uma grande variedade de nomes, como oscar, acará-grande, cará, carfá, acará-açu, acaraçu, acará-guaçu, acarauaçu, acarauçu, aiaraçu, apiari, carauaçu, caruaçu e apaiari. Na América do Sul, onde a espécie ocorre, o A. ocellatus é encontrado à venda como alimento nos mercados locais. Porém, seu crescimento lento limita seu potencial para aquacultura. A espécie também é muito popular como peixe de aquário.

## Etimologia
"Acará" vem do tupi aka'ra. "Acará-açu", "acaraçu", "acará-guaçu", "acarauaçu", "acarauçu" e "carauaçu" vêm do termo tupi para "acará grande". "Aiaraçu" possui origem tupi.

## Aparência, tamanho e coloração
Existem relatos de A. ocellatus que cresceram até o comprimento de 45 cm, atingindo um peso de 1,6 kg. Os espécimes capturados na natureza são tipicamente escuros, com manchas alaranjadas, ou ocelos, no pedúnculo caudal e na nadadeira dorsal. Foi sugerido que a função desses ocelos é limitar o ebarrar de nadadeiras pelas piranhas (Serrasalmus spp.), o que também ocorre com o A. ocellatus no seu ambiente natural. Estudos posteriores têm sugerido que os ocelos podem também ser importantes para comunicação intraespécie. Os espécimes também conseguem alterar rapidamente sua coloração, uma característica que facilita o comportamento ritual, territorial e de combate entre indivíduos da mesma espécie. A. ocellatus jovens têm uma coloração diferente dos adultos e são listrados de faixas onduladas brancas e laranjas, além de possuírem cabeças com manchas.

## Distribuição ehabitat
O A. ocellatus é nativo do Peru, Colômbia, Brasil e Guiana Francesa, e ocorre na bacia Amazônica, ao longo do sistema formado pelos rios Amazonas, Iça, Rio Negro, Solimões Araguaia, Tocantins e Ucaiali, podendo também ser encontrado nos rios Apurímaque e Oiapoque. Em seu ambiente natural, a espécie geralmente ocorre em habitat de rios com correntes lentas e águas brancas, e tem sido observado abrigando-se sob troncos submersos.
Foi introduzido como espécie de interesse econômico no Nordeste (em açudes) e no Sudeste do Brasil. Ocorre no Rio São Francisco, onde possui importância pesqueira. Populações ferais também ocorrem na China, norte da Austrália, e Flórida como efeito colateral do comércio de peixes ornamentais.
A distribuição da espécie está limitada pela sua intolerância a águas frias, o limite letal para essa espécie é de 12.9 °C. São peixes de águas ácidas e neutras, com boa tolerância a alcalinas, o PH ideal fica em torno de 6.8 a 7.5.

## Dismorfismo sexual e reprodução
Embora a espécie seja considerada largamente monomorfa sexualmente, é sugerido que os machos cresçam mais rápido, e em alguns grupos de ocorrência natural, foi notado que os machos possuem manchas escuras na base da nadadeira dorsal. Os espécimes atingem a maturidade sexual com aproximadamente um ano de idade e continuam a se reproduzir de 9 a 10 anos. A freqüência e o tempo de sua reprodução podem estar relacionados com a ocorrência das chuvas. A. ocellatus são peixes de substrato reprodutivo biparental embora informações detalhadas sobre sua reprodução na natureza seja escassa. Foi observado que o estreitamente relacionado Astronotus crassipinnis pode, quando em perigo, proteger a cria em sua boca de maneira que lembra os Geophagus. Esse comportamento, entretanto, ainda não foi observado no A. ocellatus. Em cativeiro os pares são conhecidos por geralmente selecionar e limpar superfícies lisas horizontais ou verticais onde depositam de 1000 a 3000 ovas. Como na maioria dos ciclídios, o A. ocellatus protege sua cria, entretanto, a duração dessa proteção na natureza permanece desconhecido.

## Alimentação e presas
O exame do conteúdo do estômago de A. ocellatus por Winemiller (1990) demonstrou que sua dieta natural consiste primeiramente de insetos aquáticos e terrestres (que compreendem 60% de sua dieta), embora pequenos peixes, e de maneira bem menor crustáceos, também sejam consumidos. A maioria dos peixes ingeridos por um A. ocellatus na natureza eram relativamente sedentários como peixes-gato, e incluindo as espécies Bunocephalus, Rineloricaria e Ochmacanthus. A espécie usa um mecanismo de sucção, gerado por extensões mandibulares, para capturar a presa, e já foi reportado exibições de mimetização de morte similar ao Parachromis friedrichsthalii e ao Nimbochromis livingstonii. A espécie também tem uma absoluta necessidade de Vitamina C e desenvolve problemas de saúde em sua falta.

## História, taxonomia e sinonímia
A espécie foi originalmente descrita por Louis Agassiz em 1831 como Lobotes ocellatus, já que ele erroneamente acreditou que fosse uma espécie marinha, trabalhos posteriores assinalaram a espécie como sendo do gênero Astronotus. A espécie também possui um certo número de sinônimos juniores: Acara compressus, Acara hyposticta, Astronotus ocellatus zebra e Astronotus orbiculatus.

## Reprodução seletiva
Um sem número de variedades ornamentais do A. ocellatus têm sido desenvolvidas pela indústria aquarista. Isso inclui formas com grande intensidade e quantidade de vermelho marmóreo por seus corpos, albinas, leucísticas e xantocrómicas. A. ocellatus com manchas marmóreas de pigmentação vermelha são vendidos como oscars red tiger, enquanto linhagens com coloração vermelha principalmente nos flancos são frequentemente vendidos sob o nome comercial de oscars vermelhos. O padrão de pigmento vermelho difere entre indivíduos, no Reino Unido há o relato de um A. ocellatus com marcas que se assemelham à palavra árabe para Alá. Em anos recentes variedades de barbatana longa têm sido desenvolvidos.

## No aquário
Os A. ocellatus são populares como animais de estimação, e são considerados como inteligentes pelos aquaristas. Em parte porque eles aprendem a associar seus donos com alimento e é suposto que podem distinguir seus donos de estranhos.
Apesar de seu grande tamanho e natureza predatória, o A. ocellatus é um habitante relativamente calmo no aquário, melhor abrigado com outros peixes grandes demais para serem considerados como alimento.
A. ocellatus são conhecidos por desenraizar plantas, e por mover outros objetos em aquários. São melhor mantidos em aquários com volume entre 200 e 600 litros.
O A. ocellatus é relativamente tolerante à típica composição química das águas de aquário, por seu grande tamanho e hábitos caóticos de alimentação, necessitam que um eficiente sistema de filtragem seja instalado no aquário. O A. ocellatus não demanda um regime rígido em cativeiro, aceitando uma gama de alimentos que inclui pedaços de peixes e alimentos preparados para ciclídios.